# Palau Municipal d'Esports de Granada
El Palau Municipal d'Esports de Granada és un pavelló situat a Granada, Andalusia. Inaugurat el 1991, té una capacitat per 7,358 persones, i es fa servir principalment per a disputar-hi partits de bàsquet; és la pista local del CB Granada. El pavelló va acollir el Campionat de futbol sala de la UEFA de 1999 i el Grup A de l'EuroBasket 2007, a més serà una de les sis seus de la Copa del Món de bàsquet 2014.